# Monacrostichus
Monacrostichus este un gen de muște din familia Tephritidae.

Cladograma conform Catalogue of Life:
| Monacrostichus | \| \| Monacrostichus citricola \| \| \| \| \| \| Monacrostichus malaysiae \| \| \| \| |
|                | \| \| Monacrostichus citricola \| \| \| \| \| \| Monacrostichus malaysiae \| \| \| \| |
|                | Monacrostichus citricola                                                              |
|                |                                                                                       |
|                | Monacrostichus malaysiae                                                              |
|                |                                                                                       |